# Erpetogomphus tristani
Erpetogomphus tristani – gatunek ważki z rodziny gadziogłówkowatych (Gomphidae). Występuje na terenie Ameryki Środkowej.